# VM i landevejscykling 2018 – Enkeltstart (U23 herrer)
U23 herrernes enkeltstart ved VM i landevejscykling 2018 blev afholdt mandag den 24. september. Ruten var 27,8 km lang. Løbet blev vundet af danske Mikkel Bjerg for andet år i træk.

## Hold og ryttere
| 3 ryttere         | 2 ryttere | 2 ryttere | 1 rytter |
| ----------------- | --- | --- | --- |
| Danmark · Italien | Belgien · Canada · Eritrea · Estland · Etiopien · Frankrig · Irland · Japan · Luxembourg · Mongoliet · Holland · Norge · Portugal · Rusland | Rwanda · Serbien · Slovakiet · Slovenien · Spanien · Storbritannien · Schweiz · Sydafrika · Tyskland · Ukraine · Ungarn · USA · Østrig | Aserbajdsjan · Australien · Burkina Faso · Kasakhstan · Kinesisk Taipei · Marokko · Polen · Cypern · Nordmakedonien · Syrien · Trinidad og Tobago · Tjekkiet |

### Danske ryttere
- Mikkel Bjerg
- Mathias Norsgaard Jørgensen
- Johan Price-Pejtersen

- Mikkel Bjerg
- Mathias Norsgaard Jørgensen
- Johan Price-Pejtersen

## Resultater
| \| Samlede stilling \| Samlede stilling \| Samlede stilling \| Samlede stilling \| Samlede stilling \| \| Rytter \| Rytter \| Hold \| Tid \| \| \| ---------------- \| ----------------- \| ------------------ \| ---------------- \| ---------------- \| \| 1. \| Mikkel Bjerg \| Danmark U23 \| 32' 31" \| \| \| 2. \| Brent Van Moer \| Belgien U23 \| + 33" \| \| \| 3. \| Mathias Norsgaard \| Danmark U23 \| + 38" \| \| \| 4. \| Edoardo Affini \| Italien U23 \| + 44" \| \| \| 5. \| Ethan Hayter \| Storbritannien U23 \| + 45" \| \| \| 6. \| Tobias Foss \| Norge U23 \| + 50" \| \| \| 7. \| Brandon McNulty \| USA U23 \| + 52" \| \| \| 8. \| Stefan de Bod \| Sydafrika U23 \| + 59" \| \| \| 9. \| Matteo Sobrero \| Italien U23 \| + 1' 01" \| \| \| 10. \| Callum Scotson \| Australien U23 \| + 1' 01" \| \| |                   |                    |          |
| |                   |                    |          |
| Kilde: ProCyclingStats |                   |                    |          |
| Samlede stilling |                   |                    |          |
| Rytter | Rytter            | Hold               | Tid      |
| 1. | Mikkel Bjerg      | Danmark U23        | 32' 31"  |
| 2. | Brent Van Moer    | Belgien U23        | + 33"    |
| 3. | Mathias Norsgaard | Danmark U23        | + 38"    |
| 4. | Edoardo Affini    | Italien U23        | + 44"    |
| 5. | Ethan Hayter      | Storbritannien U23 | + 45"    |
| 6. | Tobias Foss       | Norge U23          | + 50"    |
| 7. | Brandon McNulty   | USA U23            | + 52"    |
| 8. | Stefan de Bod     | Sydafrika U23      | + 59"    |
| 9. | Matteo Sobrero    | Italien U23        | + 1' 01" |
| 10. | Callum Scotson    | Australien U23     | + 1' 01" |